# 311P/PANSTARRS
311P/PANSTARRS – nietypowa planetoida (kometa pasa głównego) odkryta w sierpniu 2013.

## Nazwa i odkrycie
Zanim kometa otrzymała oficjalną nazwę, nosiła tymczasowe oznaczenie P/2013 P5. Według zasad nazewnictwa komet ustanowionych przez Międzynarodową Unię Astronomiczną: „P/” oznacza kometę okresową, „2013” to rok odkrycia, a sufiks „P5” oznacza, że obiekt został odkryty w drugiej połowie sierpnia („P” – szesnasty pół-miesiąc roku) i jest to piąty obiekt odkryty w tym czasie.
Obiekt został odkryty 27 sierpnia w trakcie analizy zdjęć wykonanych przez teleskop programu Pan-STARRS 18 sierpnia.

## Charakterystyka
Obiekt ma średnicę 0,48 ± 0,08 km, albedo wynosi około 0,29 ± 09.
Na pierwszych zdjęciach wykonanych przez teleskop programu Pan-STARRS nowo odkryty obiekt miał bardzo nietypowy wygląd: planetoidy mają zazwyczaj wygląd niewielkich punktów świetlnych, a nowy obiekt był bardzo rozmyty i niewyraźny. 10 września do obserwacji planetoidy użyto teleskopu Hubble’a i odkryto, że obiekt ma sześć warkoczy emitowanych z niego w różnych kierunkach. „Warkocze” planetoidy nie powstały w wyniku sublimacji lodów, jak w przypadku zwykłych komet, ale składają się one z pyłu odrzuconego z powierzchni planetoidy. Jako niewielkie ciało niebieskie planetoida ma stosunkowo słabe pole grawitacyjne, które nie może utrzymać kurzu pokrywającego jej powierzchnię. Pył z powierzchni wirującej planetoidy zsuwa się w kierunku jej równika, skąd jest periodycznie wyrzucany w kosmos. Ciśnienie promieniowania słonecznego rozciąga wyrzucony pył, nadając mu wygląd warkoczy kometarnych. Według wyliczeń naukowców z Max Planck Institute for Solar System Research, sześć warkoczy widocznych na zdjęciach powstało w wyniku sześciu osobnych wydarzeń z 15 kwietnia, 18 lipca, 24 lipca, 8 sierpnia, 26 sierpnia i 4 września 2013 roku.
To samo ciśnienie słoneczne cały czas dodatkowo podkręca samą planetoidę, co może w przyszłości doprowadzić do jej rozpadu.